# Pinheiro Machado (ort)
Pinheiro Machado är en ort i Brasilien.   Den ligger i kommunen Pinheiro Machado och delstaten Rio Grande do Sul, i den södra delen av landet, 1 800 km söder om huvudstaden Brasília. Pinheiro Machado ligger 437 meter över havet och antalet invånare är 11 176.
Terrängen runt Pinheiro Machado är huvudsakligen platt. Pinheiro Machado ligger uppe på en höjd. Runt Pinheiro Machado är det glesbefolkat, med 18 invånare per kvadratkilometer..
Omgivningarna runt Pinheiro Machado är huvudsakligen savann.